# Sphaerodactylus williamsi
Espèce
Statut de conservation UICN

 CR B1ab(iii) : 
En danger critique
Sphaerodactylus williamsi est une espèce de geckos de la famille des Sphaerodactylidae.

## Répartition
Cette espèce est endémique d'Haïti.

## Étymologie
Cette espèce est nommée en l'honneur d'Ernest Edward Williams.

## Publication originale
- Thomas & Schwartz, 1983 : Variation in Hispaniolan Sphaerodactylus (Sauria: Gekkonidae) in Rhodin & Miyata, 1983 : Advances in Herpetology and Evolutionary Biology. Essays in Honor of Ernest E. Williams. Museum of Comparative Zoology, Harvard University, p. 86-98 (texte intégral).